# 리처드 이스텀
리처드 이스텀(영어: Richard Eastham, 1916년 6월 22일 ~ 2005년 7월 10일)은 20세기 미국 배우로, 본명은 디킨슨 스위프트 이스텀(Dickinson Swift Eastham)이다. 70년대 드라마 《원더우먼》 시리즈에서 필 블랭컨십 장군 역으로 출연하였다.

## 출연 작품
- 제1구조대 (1979)
- 달라스 (1978)
- 형사 Q (1976)
- 원더 우먼 - TV 시리즈 (1975)
- 형사 맥큐 (1974)
- 명탐정 바나비 존즈 (1973)
- 톰 소여 (1973)
- 혹성 탈출 5 - 최후의 생존자 (1973)
- 샌프란시스코 수사반 (1972)
- 월튼네 사람들 (1972)
- 낫 위드 마이 와이프 유 돈 (1966)
- 헬리오 특공작전 (1966)
- 명탐정 디씨 (1965)
- 보난자 (1959)
- 페리 메이슨 (1957)
- 쇼처럼 즐거운 인생은 없다 (1954)